# LOFAR

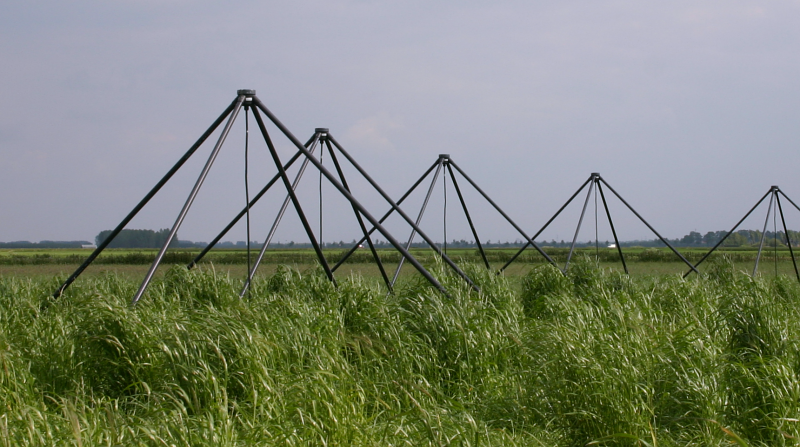
Anteny odbiorcze programu LOFAR

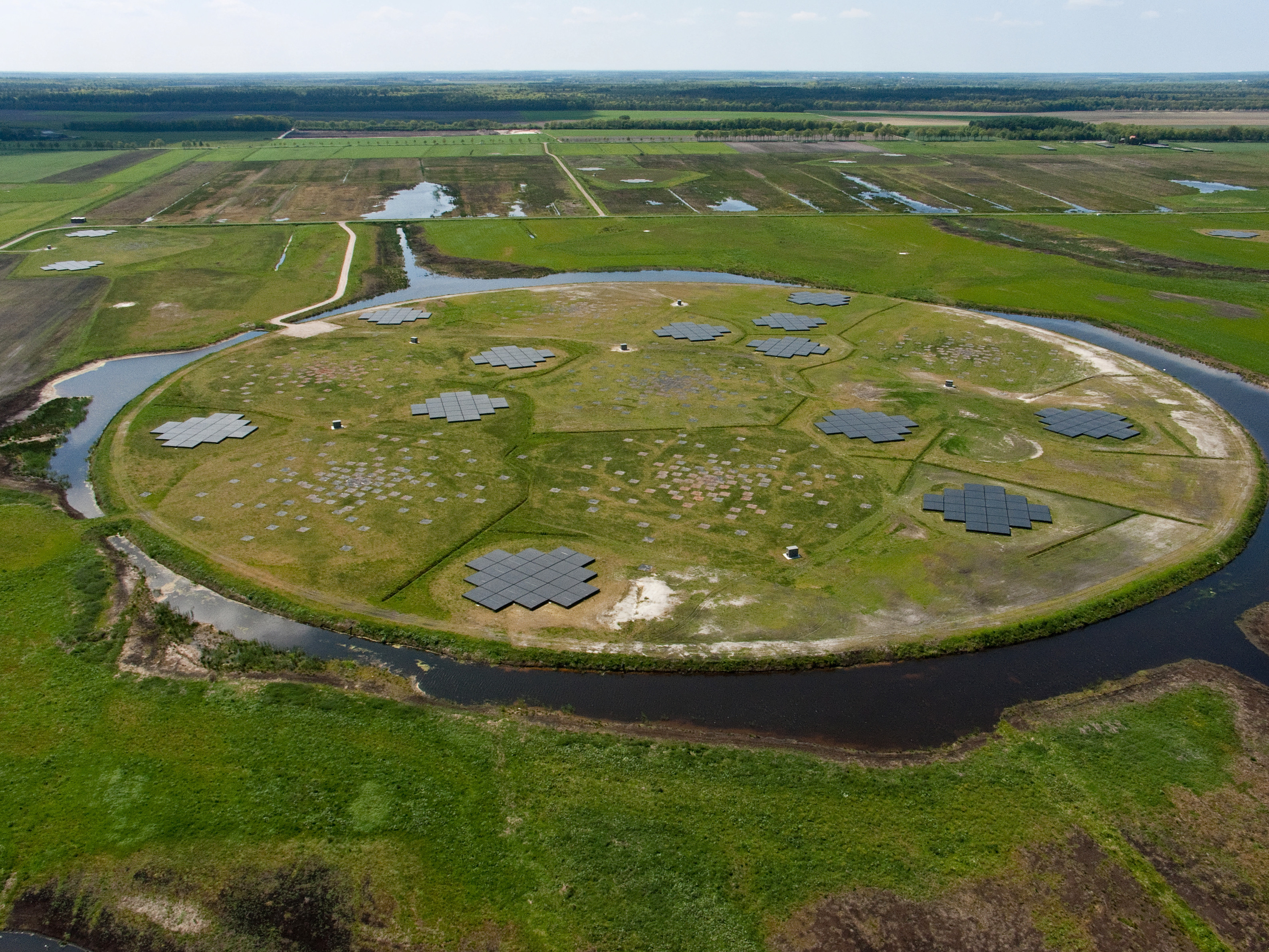
Centralne skupisko anten w Holandii

LOFAR (ang. Low-Frequency Array for radio astronomy – co oznacza sieć radiową na niskie częstotliwości) – wieloantenowy radioteleskop wykorzystujący zjawisko interferencji fal radiowych. 
Urządzenie jest demonstracją technologii, które mają zostać użyte przy budowie radioteleskopu interferometrycznego Square Kilometre Array. Radioteleskop został uroczyście otworzony 12 czerwca 2010 w ceremonii z udziałem królowej Holandii Beatrix.

## Zadania
LOFAR bada bardzo dalekie zakątki Wszechświata, m.in. obiekty, które powstały tuż po Wielkim Wybuchu, może dokonywać przeglądu galaktyk, a także badać nieco bliższe zjawiska jak pogodę kosmiczną. Olbrzymi interferometr pozwala z dużą rozdzielczością obserwować niebo na falach radiowych niskiej częstości (30-240 MHz), w zakresie dotychczas słabo poznanym.

## Organizacja
Radioteleskop został zaprojektowany i skonstruowany przez holenderską agencję jednoczącą instytuty radioastronomiczne ASTRON (Netherlands Institute for Radio Astronomy). Urządzenie zostało sfinansowane ze środków Unii Europejskiej, instytutu ASTRON, holenderskiej Organizacji Badań Naukowych i organizacji Północnych Prowincji Niderlandów (SNN). Całym projektem kieruje instytut ASTRON. Całkowity koszt projektu szacuje się na około 100 milionów euro.

### Udział Polski
W celu budowy polskiej części LOFAR-a powołano konsorcjum pod nazwą POLFAR w skład którego wchodzą: Uniwersytet Jagielloński (koordynator), Uniwersytet Warmińsko-Mazurski w Olsztynie, Centrum Badań Kosmicznych PAN, Uniwersytet Zielonogórski, Uniwersytet Mikołaja Kopernika w Toruniu, Centrum Astronomiczne im. Mikołaja Kopernika PAN, Uniwersytet Szczeciński, Uniwersytet Przyrodniczy we Wrocławiu, Poznańskie Centrum Superkomputerowo-Sieciowe. 
Pierwszą z trzech polskich stacji systemu LOFAR uruchomiono 21 sierpnia 2015 roku w Bałdach koło Olsztyna.

## Budowa
LOFAR składa się z około 25000 anten tworzących grupy, zwane polami lub stacjami. Każda stacja to dwa zestawy po 96 anten. Lokalizacja radioteleskopów została podzielona na 50 skupisk położonych w różnych miejscach Europy. Centralne skupisko anten położone jest we wschodnim Drenthe, w Holandii (okolice miejscowości Exloo, 38 stacji) oraz w holenderskich prowincjach Groningen i Friesland). Anteny interferometru znajdują się również na terytorium Niemiec (6 stacji), Szwecji (1 stacja), Francji (1 stacja), Wielkiej Brytanii (1 stacja) i Polski (3 stacje zlokalizowane w Bałdach, Borówcu i Łazach) (stan na 19.01.2016).
Każda ze stacji to wiele elementów odbiorczych. Gromadzeniem i przetwarzaniem danych zajmuje się superkomputer Blue Gene/L na uniwersytecie w Groningen. Do projektu dołączy Irlandia, gdzie w 2016 roku została wybudowana jedna stacja. Została zlokalizowana w okolicy zamku w miejscowości Birr. Dzięki tej budowie wzrosły możliwości całej sieci, bowiem zwiększyła się maksymalna odległość pomiędzy antenami do około 2000 km.
Poszczególne stacje są połączone światłowodami. Sieć światłowodowa przesyłająca dane ze skupisk anten do komputera w Groningen posłużyła również do doprowadzenia szybkiego internetu do 60 szkół w regionie.